# فيليكس كين
فيليكس كين (بالإنجليزية: Felix Cane)‏ هي راقصة أسترالية، ولدت في 9 ديسمبر 1984.